# Уинстон Смит
Уи́нстон Сми́т (англ. Winston Smith) — главный герой романа Джорджа Оруэлла «1984», 39-летний мужчина.

## Биография
Родился в Лондоне в 1944 или 1945 году — точную дату установить невозможно. Описан как худощавый светловолосый мужчина невысокого роста.  Его детство пришлось на 1950-е годы, когда в результате ядерной войны и последовавшей за ней революции к власти в Великобритании пришла партия ангсоц. Отец Уинстона исчез в начале 1950-х годов, вскоре после начала массовых репрессий, мать исчезла через несколько лет. Уинстон не может определённо сказать о том, что произошло с его родителями — либо они были распылены, либо приговорены к длительному заключению в концлагере. С молодых лет работает в министерстве правды, в отделе документации: в его обязанности входит внесение изменений в документы, которые содержат факты, противоречащие партийной пропаганде. Внешне он делает вид, что является приверженцем партийных идей, тогда как в душе глубоко их ненавидит.  Тем не менее Уинстон осознаёт, что бунт против партии обречён на поражение. На протяжении всего романа одет в униформу члена внешней партии.

## Отношения с другими персонажами

### Джулия
Первоначально эта девушка (Уинстон долго не знал её имени, в первой части произведения Оруэлл называет её «темноволосая женщина») вызывает у Смита ненависть, смешанную с сексуальным желанием. Он считает её «правомыслящей», свято верящей в догмы партии; к тому же она часто следит за ним, и Уинстону кажется, что она — агент полиции мыслей.
Вскоре Джулия признаётся ему в любви. Сначала Уинстон воспринимает их любовные отношения только как бунт против партийных установок, но потом у него появляются и настоящие чувства к этой девушке. Его не пугает и даже привлекает то, что до него у Джулии было множество любовников среди партийцев. Они понимают, что их отношения могут завершиться либо арестом, либо самоубийством, но всё время оттягивают сведение счётов с жизнью.
После ареста и пыток в министерстве любви Уинстон и Джулия отрекаются друг от друга.

### О’Брайен
О’Брайен вызывает симпатию у Уинстона, он решает, что ему можно доверять. В своём дневнике он пишет, что этот дневник ведется для О’Брайена и только он сможет помочь ему в борьбе с диктатурой ангсоца. О’Брайен сначала представляется Уинстону и Джулии как представитель тайной организации, противостоящей ангсоцу и возглавляемой Эммануэлем Гольдстейном. Но вскоре выясняется, что он — агент полиции мыслей. Однако даже после своего ареста Уинстон сохраняет некоторую часть своего уважения к О’Брайену.

## Интересные факты
- Уинстон получил своё имя в честь Уинстона Черчилля, лидера британской консервативной партии, которая была враждебна политическим взглядам Оруэлла[2].
- Эдмонд О’Брайен, актёр, исполняющий роль Уинстона в фильме «1984» (1956) — однофамилец одного из героев романа, О’Брайена. В связи с этим О’Брайен в фильме носит другую фамилию — О’Коннор.